# 喷气式火车

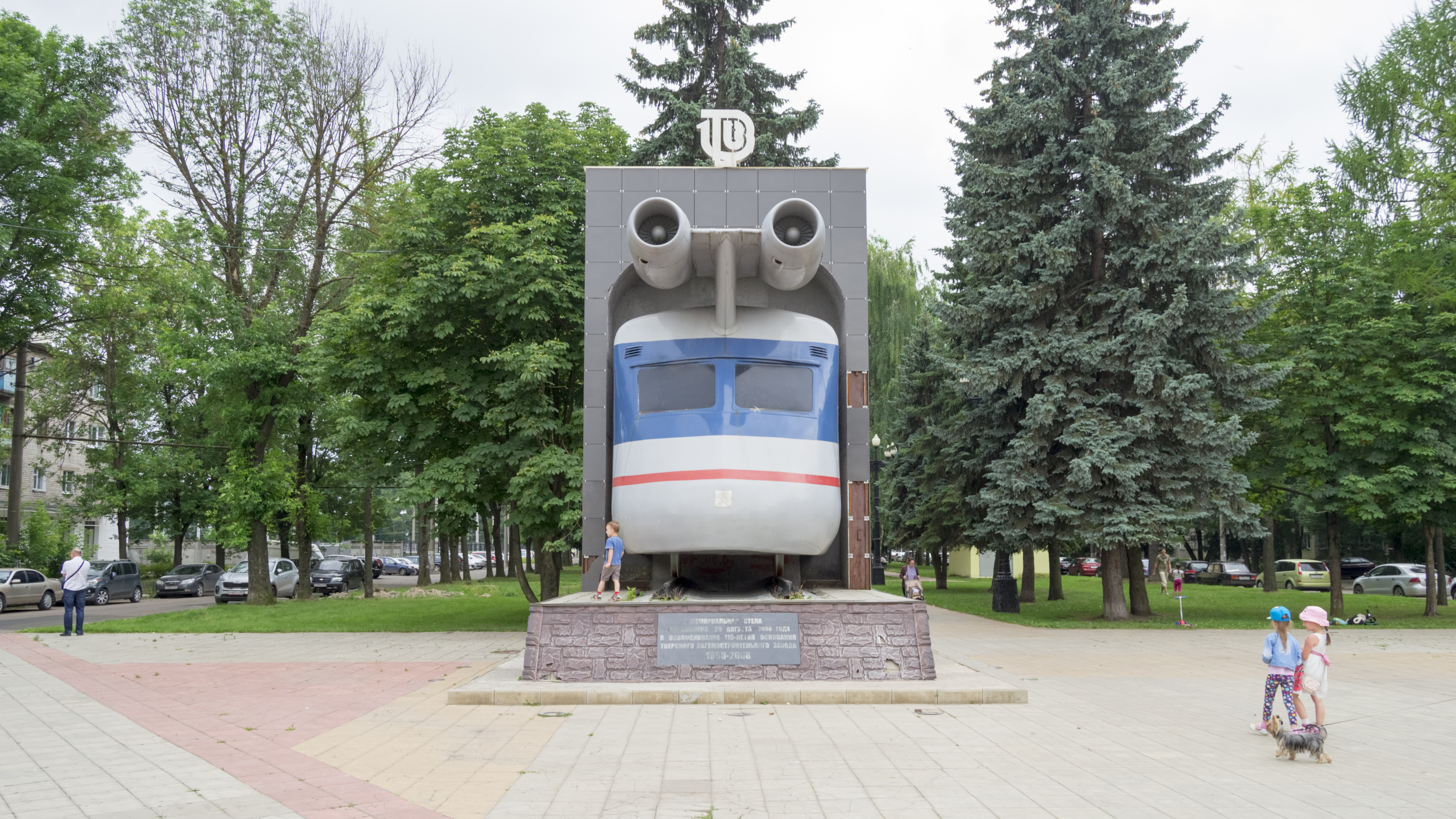
喷气式火车

喷气式火车是一种用涡轮喷气发动机作为动力来源的火车。喷气式火车与喷气式飞机的相似之处在于，二者的驱动力都来自涡轮喷气发动机的喷射推力；而燃氣渦輪機車则是用引擎带动车轮行进。历史上只建造过屈指可数的几辆喷气式火车。搭载喷气发动机的轨道车既有推进力，还能搭载乘客，并不像其他机车那样与客厢分开。